# Vilse i Anderna
Vilse i Anderna (Lost in the Andes) är en Kalle Anka-historia av Carl Barks från 1949 (Four Color #223). Den handlar om Kalle Anka och Knattarna som letar efter fyrkantiga ägg i Anderna.

## Handling
Kalle har fått jobb som fjärde vaktmästarassistent på naturhistoriska museet. En dag när han fått i uppgift att damma av gamla stenar från Peru så upptäcker han att de i själva verket är fyrkantiga ägg, och det blir stor uppståndelse. Han upptäcker att stenarna är ägg då han tappar ett av dem, när han försöker damma av dem. Sedan blir ett antal forskare intresserade av äggen. Och affärsmän blir intresserade av dem, för att man ju kan stapla äggen bättre. Vissa hönseriägare tycker om ägg som man kan steka på sex sidor.
En expedition till Anderna utrustas genast. Expeditionen leds av en viss professor Agamemnon Artefakt. Denne blir hungrig och vill äta omelett på äggen. Knattarna får tillverka omelett, och Kalle Anka smakar i hemlighet på en bit av omeletten som han ska ge till professorn. Alla som smakar den tycker illa om den. Sedan äter även professorn av den, och alla som ätit av omeletten blir blågröna i ansiktet. Dessutom slår deras tarmar fyrkantiga knutar på sig.
Sedan når expeditionen land. Professorn och assistenterna är fortfarande sjuka. Men tredjeassistent Kalle Anka får lov att leda expeditionen upp i de peruanska bergen, för att leta efter fyrkantiga äggens hönor. Ett lamadjur bär packningen. De träffar på färden en människa med fyrkantiga tärningar, en annan som tror att han kan flyga och en tredje som bär ris på ryggen. Den tredje mannen tror att de fyrkantiga äggen är stenar och att man kan köpa sådana i nästa by. Kalle säger att han vill köpa fyrkantiga ägg för 50 centavos dussinet. Rykten går, och i nästa by säljer folk något som ser ut som fyrkantiga ägg för 50 centavos dussinet. Men knattarna blir misstänksamma, för de hittar inga fyrkantiga hönor. De upptäcker däremot att byborna tillverkar fyrkantiga "ägg" av cement.
Expeditionens lama har nu också börjat tugga tuggummi, liksom knattarna gjort under hela resans gång.
Så expeditionen får dra vidare. De hittar en ensam bergsjägare. Han har sett fyrkantiga ägg – som han trodde var stenar – i det så kallade Dimlandet.
Efter mycket irrande i dimman – som är tjockare än ärtsoppa – hittar Kalle och Knattarna slutligen en glömd värld, Avskyvärld. Där är allt fyrkantigt, och den enda lagen som finns är att man inte får frambringa något runt. Murarna är av fyrkantiga stenar. De som bor där har fyrkantiga näsor och kläder.
Knattarna bryter mot lagen genom att blåsa tuggummibubblor. De slipper ifrån ödet att för all framtid hamna i de fruktansvärda stenbrotten genom att låta några av de fyrkantiga kycklingarna blåsa fyrkantiga tuggummibubblor och låtsas att det är de själva som gör det. Till slut kan alla återvända, och med sig har de två fyrkantiga tuppar.

## Uppföljare
Don Rosa har gjort en uppföljare till serien: "Åter till Avskyvärld" där Joakim följer med till dalen, för att ta med några hönor hem och tjäna pengar på dem, men Guld-Ivar Flinthjärta följer också efter.
I serien finner Kalle att invånarna tagit efter honom, de går alla omkring i sjömanskostymer (fyrkantiga) och dyrkar honom, då kommer Joakim och Flinthjärta och invånarna börjar istället dyrka dem, byter klädstil och bygger en pengabinge.

## Äggen
I Kalle Anka & Co. 1990 är äggen grålila till färgen. I bland annat en återtryckning 2013 hade däremot målats grå.
Äggen hade legat i museet och samlat damm i sextio års tid.

## Svenska publiceringar
Vilse i Anderna har publicerats i Sverige vid ett flertal tillfällen.
- Kalle Anka & C:o 13-17/1963.
- Jag, Kalle Anka (1973).
- Walt Disneys Klassiker 1/1981.
- Kalle Anka & C:o 15/1990.
- Kalle Anka & C:o 26/1998.
- Carl Barks bästa (2001)